# Contea di Middlesex (Connecticut)
La contea di Middlesex (in inglese Middlesex County) è una contea posta nell'area centro-meridionale dello Stato del Connecticut negli Stati Uniti. Middlesex è la contea più piccola del Connecticut.
Come per le altre contee dello Stato del Connecticut la contea di Middlesex rappresenta solo una divisione geografica del territorio dello Stato e non ha alcuna funzione amministrativa. Il capoluogo è stato Middletown fino all'abolizione nel 1960.

## Geografia fisica
La contea confina a nord con la contea di Hartford, a est con la contea di New London, a sud si affaccia sul Long Island Sound ed a ovest confina con la contea di New Haven.
Il territorio è pianeggiante lungo la valle del fiume Connecticut ed in prossimità della costa, altrove è contraddistinto da basse catene collinari che raggiungono la massima elevazione di 279 metri. Il fiume Connecticut scorre al centro della contea da nord a sud. Nell'area nord-orientale è situato il lago Pocotopaug da cui ha origine il Pine Brook che scorre verso sud, e dopo aver ricevuto il fiume Salmon, sfocia nel Connecticut. Larga parte del confine con la contea di New Haven è segnato dal fiume Hammonasset che sfocia nel Long Island Sound. Altro affluente del Long Island Sound è il fiume Menunketesuck. Nell'area orientale scorre il fiume Eight Mile.
La città principale è Middletown posta sul fiume Connecticut e in prossimità della foce del Connecticut è situata Old Saybrook.
Nell'area settentrionale è situato il parco statale di Wadsworth Falls.

## Storia
In quest'area abitavano i nativi Nehantucket quando John Winthrop il Giovane fondò il villaggio puritano di Saybrook intorno al 1630, rinominato poi Old Saybrook. La contea di Middlesex fu costituita nel 1785 e deve il suo nome al Middlesex in Inghilterra.

## Comuni
- Chester (town)
- Clinton (town)
- Cromwell (town)
- Deep River (town)
- Durham (town)
- East Haddam (town)
- East Hampton (town)
- Essex (town)
- Haddam (town)
- Killingworth (town)
- Middlefield (town)
- Middletown (city)
- Old Saybrook (town)
- Portland (town)
- Westbrook (town)